# 福岡大空襲

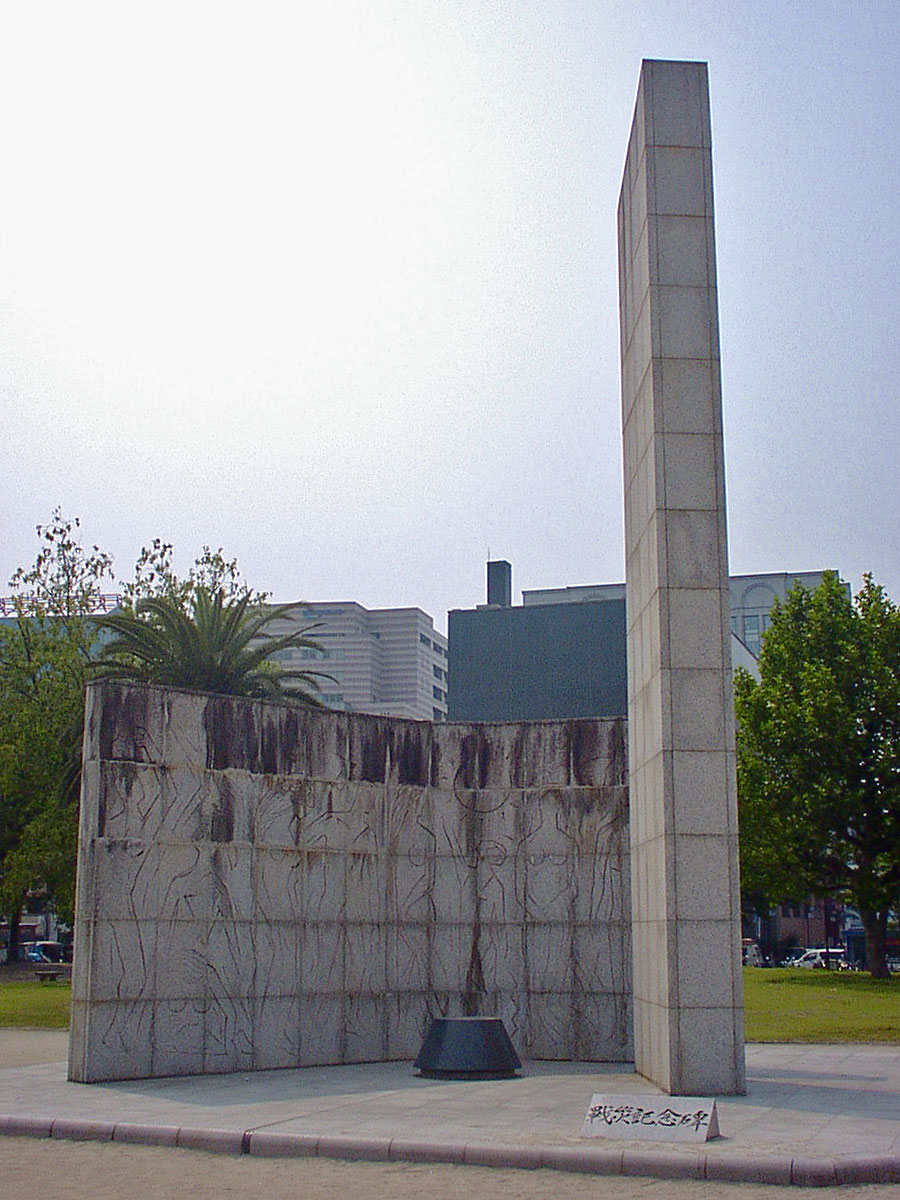
戦災記念碑

福岡大空襲（ふくおかだいくうしゅう）は、太平洋戦争（大東亜戦争）末期の1945年（昭和20年）6月19日から翌日の6月20日までアメリカ軍により行われた空襲。福岡県福岡市の市街地を標的にした。これにより1,000人以上が行方不明･死亡となった。

## 概要
米軍の戦略爆撃の一環として計画。マリアナ諸島を出発したB-29爆撃機の編隊237機は、途中14機が引き返し2機が父島と宮崎に投弾、221機が九州を北上して福岡上空に到達。福岡市には高射第4師団博多区隊が駐屯（本部：東平尾）し、高射砲6門で編成された中隊が市内各地に配置され、さらに独立照空第21大隊（本部：筑紫郡春日村、現春日市）が4ヵ所に配置されていた。さらに、中央区輝国や糸島郡高祖山にも高射砲陣地があったという証言がある。敵機襲来と同時に高射砲陣地が応戦するも、友軍機の迎撃は一切無く、また九州兵器（現・渡辺鉄工所本社工場）や博多港など市の北部と東部に防空機能を位置づけていた上、南九州の防空のために一部の高射砲部隊が転戦しており、さらに肝心の高射砲が射高が低く命中しなかったため、福岡市南部の脊振山方面から進入してきた爆撃隊には効果なく、日本時間6月19日23時11分から焼夷弾投下が開始された。
博多や天神を中心に爆撃が行われ、東西は御笠川から樋井川まで、南北は博多湾海岸線から櫛田神社・大濠公園までの一帯が焼失した。約2時間の空襲により福岡市の3分の1の家屋が罹災。戦後の調査によれば、市内でもとりわけ奈良屋・冷泉・大浜・大名・簀子の5校区の被害が激しく、死傷者の9割を占め、簀子校区は2軒を残して全ての家屋が全焼するなど、あたり一帯は瓦礫ばかりの焼け野原と化した。そのような中において、1931年（昭和6年）に建設された奈良屋小学校（現在の博多小学校の立地）の鉄筋コンクリート製の一校舎は住民の消火活動もあって焼け残り、翌朝から遺体安置所として遺体の身元確認が行なわれた。
避難所であった旧十五銀行福岡支店（現在の博多座の立地）の地下室は、停電による扉の不作動で避難民が閉じ込められたうえ、空襲の高熱で水道管が破裂。熱湯と化した上水が地下室に流れ込み、62人が熱死するという惨事も起きた。後日行われた遺体搬出作業には、当時佐世保相浦海兵団輸送班員であった村田英雄も携わった。
上述地域のほか、薬院・当仁・新柳町（現在の清川）・平尾・六本松・田島・姪浜など多数の場所も被災。七隈の九州経済専門学校（現在の福岡大学）は学生が勤労動員で休校状態だったが、図書館を焼夷弾が直撃、蔵書約3,000冊もろとも灰燼に帰した。そのため、九州経専は戦後の新制大学昇格の条件に図書館蔵書1万冊があったため、蔵書の確保に学生までが奔走しなければならなかった。また脊振山の山裾に位置する早良郡・糸島郡・筑紫郡の村々も爆撃された。これは、風向きが予想と異なり、脊振山の影を博多湾の海岸線と誤認したためであった。このうち糸島郡雷山村（現在の糸島市雷山地区香力・蔵持）では、民家24棟や雷山国民学校（現在の糸島市立雷山小学校）、農業倉庫などが全焼し、7人が即死、1名（教師）が9時間後に死亡し、9名の死者を数えた。筑紫郡安徳村（現在の那珂川市安徳）では、わずか3世帯しかない瀬戸地区が空襲され、うち1世帯の母屋と納屋が焼失した（集落東側の採石場を標的にしたと考えられている）。
日本軍の施設のうち、福岡城址の西部軍司令部や歩兵第124連隊の建築物に被害が出た。しかし同年5月に滑走路が完成していた席田飛行場（現在の福岡空港）には被害はなく、終戦後の同年10月に米軍板付基地として接収されることとなった。
空襲の翌日、西部軍司令部に収監されていた連合国軍捕虜が報復処刑された。同様の処刑は原子爆弾投下後の8月10日、終戦の8月15日頃にも行われた。
戦災による人的被害のみならず各流の山笠台や法被等が焼失したため、同年の博多祇園山笠は中止となった。終戦後の翌1946年5月25日には「第一回奈良屋復興祭」が開催され、ベニヤ板に太閤豊臣秀吉を描いた子供山笠が焼け野原を舁き回ったが、山笠の本格的な再開は1948年（昭和23年）までかかった。

## 戦後
福岡大空襲を慰霊して、冷泉公園には戦災記念碑（作：伊藤研之）が1965年（昭和40年）に建立され、毎年6月19日午前11時には記念碑前で「福岡市戦災引揚死没者追悼式」が開催される。奈良屋小学校は統廃合で閉校し、焼け残った校舎も取り壊されたが、同じ敷地に開校した福岡市立博多小学校には戦争資料を収集した平和記念室があり、入口は戦災で焼け焦げた旧奈良屋小学校の壁や扉をそのまま用いている。糸島市雷山地区には、空襲で焦げた建物の壁や頭部が無くなった地蔵、防空壕が1999年時点で残っていた。かつて博多区が上川端町にあって現在西区今宿に移転した栄昌寺には、「銃後」「自由御」そして「十五（銀行）」に名をかけた「じゅうご地蔵」がある。福岡市各地にはそのほか簀子公園に戦災慰霊碑があり、博多区を中心に複数の戦災地蔵菩薩が建立された。また福岡市立小中学校の一部では6月19日に平和教育を行っている。

## 福岡市の被災状況
- 罹災面積：3.771平方キロメートル
- 罹災戸数：12,693戸（市内の33%）
- 罹災者数：60,599人（市内の44%）
  - 死者数：902人
  - 重傷者数：586人
  - 軽傷者数：492人
  - 行方不明者数：244人
- 電話の79%が焼失
- 9つの小学校を含む16校が全焼ないし一部焼失

## 米軍の作戦（任務第211号）の内容
- 航空団：アメリカ空軍第20航空軍（20AF）第21爆撃兵団（XXIBC）所属 第73・313航空団
  - マリアナ諸島のグアム・テニアン・サイパンの航空基地から発進し九州を北上
- 第73航空団
  - 誘導隊機：12機
  - 爆撃機：130機
  - その他：2機
  - 基本爆撃高度：2,700m
- 第313航空団
  - 誘導隊機：11機
  - 爆撃機：84機
  - 基本爆撃高度：2,400m
- 投下爆弾
  - AN-M47A弾頭瞬発信管付焼夷弾
  - M69集束焼夷弾

両爆弾を1対1の割合で、1平方キロメートルあたり78トン、合計1,358トンを投下
- 標的：旧博多駅（現在の祇園駅から商工会議所交差点付近）ならびに天神の2箇所を中心とした半径4,000フィート（約1.2キロメートル）の円内

## 経過
1945年（昭和20年）6月19日
- 15時55分：一番機が基地を離陸
- 22時32分頃（[2]、福岡管区気象台の記録では22時35分となっている）：福岡地区に空襲警戒警報発令
- 22時58分頃[2]：空襲警報発令
- 23時11分：爆撃始まる
- 23時30分頃：雷山村が被災[8]

1945年（昭和20年）6月20日
- 0時53分：空襲終了
- 8時12分：最終機が基地に帰還

## 福岡大空襲に関連する作品
- 檀一雄『リツ子・その愛』（1950年）
- 長谷川町子『サザエさんうちあけ話』（1979年）
- 米倉斉加年作・絵『おとなになれなかった弟たちに…』偕成社（1983年）
- 岡松和夫『志賀島』（1976年）
- アニメーション映画『火の雨がふる』有原誠治監督（ 1988年）